# سینت جانستین
سینت جانستین (به هلندی: Sint Jansteen) یک منطقهٔ مسکونی در هلند است که در هولست واقع شده‌است. سینت جانستین ۳٬۱۷۸ نفر جمعیت دارد.